# Xã Gap Springs, Quận Polk, Arkansas
Xã Gap Springs (tiếng Anh: Gap Springs Township) là một xã thuộc quận Polk, tiểu bang Arkansas, Hoa Kỳ. Năm 2010, dân số của xã này là 98 người.